# 노란개암버섯
노란개암버섯 또는 노란다발버섯은 주름버섯목 독청버섯과의 한 종으로, 파시큐롤 등의 독이 포함된 맹독성 버섯이다. 섭취 시 심하면 사망할 수 있다. 갓은 가운데가 옅은 갈색으로, 끝으로 갈수록 옅어진다. 또 시간이 지나면 초록색으로 변하고, 갓이 산 모양에서 편평해진다.